# Апостольська адміністрація Лемківщини
Апостольська адміністрація Лемківщини (лат. Apostolica Administratio Lemkowszczyznaensis) — апостольська адміністрація Католицької церкви на Лемківщини у 1934—1947 роках. Частина лемківських деканатів Перемишльської єпархії УГКЦ, яка керувалася адміністраторами. Створена 1934 року на підставі Конвенції між Ватиканом та урядом Польської Республіки. Існувала до 1947 року.
Створення Апостольської Адміністрації можна розглядати не стільки церковною, скільки політичною акцією; як чинник політики полонізації і регіоналізації Лемківщини, її відокремлення від українського національного руху. Також — Апостольський екзархат Лемківщини  (пол. Egzarchat Apostolski Łemkowszczyzny).

## Передумови
Українському впливові на Лемківщині протистояла польська влада. Діючи методами державно-національної і культурної полонізації, вона розпочала масштабну акцію асиміляції лемків, їх відірваності від свого національного коріння. Насамперед, було скасовано українську мову у місцевому судочинстві, 1934 р. частину лемківських повітів приєднано до Краківської судової апеляції.
1934 р. утворено Бюро у справах національностей при Раді міністрів Польщі, у ньому — Комітет у справах Лемківщини, до якого увійшли представники МВС, Міністерства оборони, куратори Краківського і Львівського освітніх округів. Цього ж року засновано Комісію з наукових досліджень східних земель; її Лемківський відділ, вивчаючи історію і культуру краю, мав обґрунтувати його регіоналізм і право на колонізацію польськими осадниками. Комісія запропонувала включення частини Лемківщини (Сяноцького і Кросненського повітів) до Краківського воєводства, всебічну підтримку священників і вчителів з лемків і поляків, сприяння полонофільським рухам й обмеження українських задля «збереження лемківської самобутності». Виходячи з неабиякого впливу на місцеве населення Греко-Католицької Церкви та її українське спрямування, пропаговано ідею від'єднання частини лемківських парафій від Перемишльської єпархії.
Загострення міжконфесійної ситуації, спричинене такою політикою, знайшло свій вияв у т. зв. Тилявському розколі, внаслідок якого у 1926—1932 рр. до 40 сіл і від 17 до 19 тис. осіб, переважно у центрально-східній частині Лемківщини, перейшли на православ'я. Відбулись зіткнення віруючих та, у порушення ст. 14 Конкордату, підписаного між Польською державою та Апостольською столицею 1925 р., — захоплення і пограбування православними греко-католицьких храмів, що зумовило активне втручання у релігійний конфлікт місцевої влади і поліції.
Вже 1928 р. новопосталі православні приходи отримали реєстрацію у Міністерстві віровизнань і громадської освіти Польщі. 1929 р. за ініціативи предстоятеля ПАПЦ, митрополита Діонісія (Валединського) засновано Галицьку православну місію для лемків. У 1932 р. на Лемківщині діяло сім штатних філій: шість — у підпорядкуванні православній парафії Львова, одна — Пйотркова. Набуття юридичного статусу православних приходів активізувало їх агітацію у співпраці з греко-католицьким москвофільським духовенством, яке міцно трималось російської вимови у богослужінні. Ці події ще більше поглибили ідейне протистояння в регіоні.
З огляду на загострення релігійної ситуації на Лемківщині та рекомендації Комісії з наукових досліджень східних земель польський уряд ініціював утворення автономної греко-католицької структури, яка б, з одного боку, зупинила міжцерковні сутички, з іншого — сприяла збереженню духовних традицій лемків. Такою була офіційна версія влади. Головними ініціаторами створення Адміністрації називали греко-католиків–лемків, незадоволених українізацією церковного життя, змінами у літургійній практиці, що їх проводив перемишльський єпископ Йосафат Коциловський. Відомим є факт звернення делегації москвофілів до апостольського нунція Франческо Мармаджі під час його відвідин у 1933 р. Криниці. Цю групу очолили адвокат Орест Гнатишак (однокласник тодішнього міністра внутрішніх справ Польщі Броніслава Пєрацького), учитель Мефодій Трохановський (укладач першого друкованого «Лемківського букваря») та о. Йоан Полянський, наближений до «Лемко-Союзу», провід якого просував ідею окремої греко-католицької єпархії для лемків.

## Утворення
9 лютого 1934 р. між Апостольською Столицею та урядом Польської Республіки було погоджено та підписано Конвенцією, на підставі якої Декретом Конгрегації Східних Церков від 10 лютого 1934 р. створено Апостольську Адміністрацію, яку було виведено з-під юрисдикції Перемишльської єпархії. З польської сторони Конвенцію підписав тодішній очільник Міністерства релігійних визнань і громадської освіти Польщі Януш Єнджеєвич. Документ так і не був ратифікованої Сеймом та не був публічно оприлюднений чи надрукований в жодному урядовому виданні.
Декрет Конгрегації Східних Церков був прийнятий без погодження з галицьким митрополитом кир Андреєм Шептицьким. Тому створення Адміністрації можна розглядати не стільки церковною, скільки політичною акцією.
За Конвенцією польська влада дозволила передати дев'ять деканатів Перемишльської єпархії, головно в її західній частині, до нової еклезіальної структури, а також підтвердила державне фінансування адміністратора і трьох його помічників. У Конвенції зазначалось, що ААЛ засновується попередньо на десять років. Осідком адміністратора був названий Риманів Кросненського повіту. Адміністратором ААЛ номіновано москвофіла о. Василя Масцюха.
Питання канонічності ААЛ визначалось також Кодексом канонічного права. У ньому виписано статус Апостольської Адміністратури як частини «Народу Божого, що з огляду на особливі і вкрай вагомі причини не засновується Верховним Понтифіком як дієцезія; пастирський нагляд у ній доручається апостольському адміністратору, який керує нею від імені Верховного Понтифіка».

### Modus Agendi
«Modus Agendi» (Спосіб дій) став важливим доповненням Декрету Конгрегації Східних Церков. Цей документ був спеціально оголошений апостольським нунцієм у Варшаві 30 липня 1935 р. задля вирішення питання кадрового забезпечення Апостольської Адміністрації. Останнє мало здійснюватися шляхом трансферу священників, заміни душпастирів-українців лемками і русофілами. У додатках до «Modus Agendi» вказувалось, що «всі священнослужителі, без погляду на кордони регіону, тобто Перемишльської дієцезії та Апостольської Адміністрації Лемківщини, мають право сповідати вірних в обох регіонах». Тобто, фактично, підтверджувалась канонічна безперервність юрисдикції правлячого архиєрея Перемишльської єпархії, що, вочевидь, мало нейтралізувати вороже ставлення до Декрету єпископа Йосафата Коциловського.

## Підходи до трактування
Серед дослідників існує два різні підходи до трактування причин та наслідків діяльності Апостольської Адміністрації Лемківщини. Прихильники першого, зокрема, С.Стемпень, Е.Сенко, Р.Потоцький, стверджують, що ААЛ була створена з метою припинення масового переходу греко–католиків на православ'я і завдяки цьому було припинено конверсію.
Натомість інша група дослідників, серед яких Б.Прах, А.Крохмал, Е.Коко, П.Пшибильський, Я.Степек, Я.Мокляк, Б.Вуйтовіч, не погоджуються з таким трактуванням. На їхнє переконання ААЛ, попри формальне підпорядковування Ватикану, використовувалася в національній політиці Польщі з метою ізоляції Лемківщини від впливів УГКЦ, які йшли з Перемишля і Львова.
До ААЛ були включені деканати, де більшість становили нелемківські парафії, як, наприклад, Буківський, натомість поза її територією залишився Лупківський деканат, де жило 13 тис. греко-католицьких вірних. На підставі цього, П.Пшибильський робить висновок про те, що в планах польського уряду, при творенні ААЛ, не було задоволення релігійних потреб лемків. На першому місці був намір відгородити населення з низькою національною свідомістю від українських впливів.

## Діяльність
Апостольська Адміністрація формально залишилась у складі Перемишльської єпархії, відповідно — Галицької митрополії ГКЦ, й апостольський адміністратор не мав єпископської гідності, він уже не підпорядковувався перемишльському єпископу і галицькому митрополиту, отримавши право нагляду над церковним життям підлеглих йому деканатів. Тож, користуючись своїм статусом і маючи підтримку польської влади, перші адміністратори почали впроваджувати на Лемківщині зміни, спрямовані на усунення українського духу з церковного життя лемків. Перший адміністратор о. Василь Масцюх заборонив у церквах ААЛ українські релігійні пісні (спів церковного гімну «Боже великий, єдиний, нам Україну храни» визнано негідною маніфестацією у сакральному місці), прикрашати церкви національною символікою, вести богослужіння українською мовою.
За нього проукраїнські священники, на основі домовленості про трансфер, були відіслані, на їх місця призначені москвофіли, що називали себе «католиками руського обряду». Кандидатів на священицьке служіння з лемків відізвано з українських семінарій Львова і Перемишля та переведено до Кракова і Дубна. Подібну політику проводили канцлер курії ААЛ о. Йоан Полянський, який тимчасово заступав у ній провід після смерті о. Василя Масцюха, та адміністратор о. Яків Медвецький. І вже у 1937 р. Краківський воєводський комітет у справах Лемківщини фіксував «позитивні наслідки» трансферу, який послабив позиції українського душпастирства.
У 1935 р. о. Василь Масцюх оголосив конкурс на заміщення майже 50-ти священицьких посад. Трансфер здійснювався з багатьма порушеннями прав українських священників, зумовивши їхні скарги на адресу апостольського нунція. Це викликало занепокоєння української греко-католицької спільноти як в Галичині, так і на Лемківщині.
Обмежуючи вплив на лемківські парафії перемишльського єпископа о. Йосафата Коцилоаського і зупинивши ескалацію «Тилявського розколу», ААЛ водночас звузила потенціал Православної Церкви. Усвідомлюючи це, Місіонерська комісія Варшавсько-Холмської єпархії ПАПЦ у травні 1935 р. поділила православні громади Лемківщини на два округи: Східногалицький, у відповідності до кордонів Перемишльської єпархії, і Лемківський, що дублював межі ААЛ. Це мало конкретизувати місійну діяльність православних, адаптувавши її до нових обставин. Цього ж року створено церковне братство ім. о. М. Сандовича. У Лемківському окрузі православні священники посилили співпрацю з єрархією ААЛ та москвофільськими організаціями. Як бачимо, створення ААЛ об'єднало різні політичні і церковні кола Польщі.

## Адміністратори
- о. Василь Масцюх (1934—1936)
- о. Йоан Полянський (1936)
- о. Яків Медвецький (1936—1941)
- о. Олександр Малиновський (1941—1946)